# Chomyeon-e saranghamnida
Chomyeon-e saranghamnida (초면에 사랑합니다?, lett. Ti amo in primo luogo; titolo internazionale The Secret Life of My Secretary) è una serie televisiva sudcoreana trasmessa su SBS TV dal 6 maggio al 25 giugno 2019.

## Trama
Un responsabile di reparto di una società di media mobili che impara a conoscere chi sono i suoi veri amici e nemici dopo aver perso la capacità di riconoscere i volti a causa di un attacco contro di lui e ha collaborato con la sua segretaria per cercare di risolvere il mistero mentre si innamora di lei completamente.